# Manfred Cierpka
Manfred Cierpka (* 13. April 1950 in Nürtingen; † 14. Dezember 2017 in Heidelberg) war ein deutscher Psychiater, Psychoanalytiker und Familientherapeut.

## Leben
Nach dem Studium der Medizin an der Universität Ulm promovierte er 1977 mit dem Thema: Personalpronomina als Indikatoren für interpersonale Beziehungen in einer psychoanalytischen Gruppentherapie. Es folgten die Facharztausbildung und die Habilitation – Thema der Arbeit: Zur Diagnostik von Familien mit einem schizophrenen Jugendlichen.
Von 1991 bis 1998 war er Professor für Psychosomatik und Familientherapie an der Universität Göttingen. Ab 1998 war er Ärztlicher Direktor des Instituts für Psychosomatische Kooperationsforschung und Familientherapie am Zentrum für Psychosoziale Medizin des Universitätsklinikums Heidelberg. An diesem Institut ist Deutschlands einzige Professur für Familientherapie an einem Universitätsklinikum angesiedelt. 2015 trat er in den Ruhestand.
Von 2009 bis 2013 war er Vorsitzender des Wissenschaftlichen Beirats Psychotherapie. Cierpka war ab 1990 neben Verena Kast (2001–2020) und Peter Henningsen (seit 2011) wissenschaftlicher Leiter der Lindauer Psychotherapiewochen.
2017 wurde Manfred Cierpka das Bundesverdienstkreuz 1. Klasse verliehen.
Manfred Cierpka war seit 1972 mit der Kinder- und Jugendlichenpsychotherapeutin Astrid Brüß verheiratet. Aus der Ehe gingen zwei Söhne hervor. Er erlag im Alter von 67 Jahren einer Krebserkrankung.

## Leistungen
Cierpkas Arbeitsgebiete waren Psychotherapie- und Präventionsforschung. Projekte sind die Elternschule „Das Baby verstehen“, „Keiner fällt durchs Netz“ und „Die Kieselschule“ – ein musikalisches Curriculum zur Förderung der sozial-emotionalen Kompetenzen bei Kindern.
Faustlos ist ein Gewaltpräventionsprogramm zur Förderung der sozial-emotionalen Kompetenzen bei Kindern. Ziel von Faustlos ist die Prävention aggressiven Verhaltens durch die Stärkung der Konfliktfähigkeit der Kinder, da Kinder mit guten Fähigkeiten in der Konfliktlösung in heftigen Auseinandersetzungen mit größerer Wahrscheinlichkeit nicht zur Gewalt greifen, weil sie ihr Selbstwertgefühl nicht auf Kosten anderer stabilisieren müssen. Das Bündnis für Kinder und gegen Gewalt hilft, dieses Ziel umzusetzen. Die deutschsprachige Version des Programms wurde 1996/1997 unter der Leitung von Manfred Cierpka entwickelt und in mehreren empirischen Studien evaluiert. Das Programm wird in Kindergärten, Grundschulen und ab 2011 in der Sekundarstufe eingesetzt. Das Curriculum vermittelt altersangemessen Kompetenzen in den Bereichen Empathie, Impulskontrolle und Umgang mit Ärger und Wut. Faustlos gehört in über 7000 Kindertagesstätten und Grundschulen Deutschlands, Österreichs, Luxemburgs und der Schweiz zum festen Bestandteil der pädagogischen Arbeit.

## Mitarbeit in wissenschaftlichen Zeitschriften
- ab 1991 Mitglied im Advisory Board der Zeitschrift Psychotherapy Research
- ab 1994 Herausgeber der Zeitschrift Psychotherapeut
- ab 1995 Wissenschaftlicher Beirat der Zeitschrift Gruppendynamik und Gruppentherapie
- ab 2007 Wissenschaftlicher Beirat der Zeitschrift Trauma und Gewalt
- ab 2012 Editor-in-Chief der Zeitschrift Mental Health and Prevention

## Schriften (Auswahl)
Als Autor:
- mit Ute Hennige, Ulambayar Badarch, Andreas Eickhorst: gesund – beschützt – geborgen. Frühe Hilfen für Familien – ein Projekt zur psychosozialen Prävention für junge Eltern in schwierigen Lebenslagen in Ulaanbaatar/Mongolei (2013-2017). Heidelberg 2017.
- Faustlos. Wie Kinder Konflikte gewaltfrei lösen lernen. Herder, Freiburg im Breisgau 2005; 8. Auflage 2011.
- mit Angelika Gregor: Das Baby verstehen. Das Handbuch zum Elternkurs für Hebammen. Karl-Kübel-Stiftung für Kind und Familie, Bensheim 2005.

Als Herausgeber:
- Lindauer Texte 1991–2000. Kongressbände der Lindauer Psychotherapiewochen 1990–1999; Springer, Heidelberg 1991–2000
- Handbuch der Familiendiagnostik. Springer, Berlin 1996; 3., aktualisierte und ergänzte Auflage: Springer, Heidelberg 2008.
- Möglichkeiten der Gewaltprävention. Vandenhoeck & Ruprecht, Göttingen 2005.
- Frühe Kindheit 0–3 Jahre. Beratung und Psychotherapie für Eltern mit Säuglingen und Kleinkindern. Springer, Berlin 2012; 2. Auflage 2014.